# شانزدهمین مراسم گلدن گلوب
۱۶مین مراسم گلدن گلوب برای ارج نهادن به بهترین فیلم سال ۱۹۵۸ در ۵ مارس سال ۱۹۵۹ برگزار شد.
دنی کی اولین بازیگری است که توانسته دو بار بهترین بازیگر مرد فیلم کمدی یا موزیکال شود.
دیوید نیون نیز اولین بازیگر مردی است که یکبار برای بهترین بازیگر نقش اول و یکبار برای بهترین بازیگر فیلم کمدی برنده گلدن گلوب شده‌است
روسالیند راسل دومین بازیگری است که توانسته سه بار گلدن گلوب دریافت نماید وی قبل از این بار برنده بهترین بازیگر نقش اول زن شده بود. و وی اولین بازیگری است که دو بار برای بهترین بازیگر زن ئ یکبار برای بهترین بازیکر مکمل گوی زرین را تصاحب کرده‌است

## برندگان و نامزدها

### فیلم سینمایی

#### جایزه گلدن گلوب بهترین فیلم – درام
ستیزه‌جویان
- گربه روی شیروانی داغ
- Home Before Dark
- می‌خواهم زنده بمانم!
- میزهای تک‌نفره

#### جایزه گلدن گلوب بهترین فیلم – موزیکال یا کمدی
عمه میم
- Bell, Book and Candle
- بی‌احتیاط
- من و سرهنگ
- مرخصی کامل

ژی‌ژی
- Damn Yankees
- آرام جنوبی
- تام انگشتی

#### جایزه گلدن گلوب بهترین بازیگر مرد – فیلم درام
دیوید نیون – میزهای تک‌نفره
- تونی کرتیس – ستیزه‌جویان
- رابرت دونات – مسافرخانه ششمین خوشبختی (posthumous nomination)
- سیدنی پوآتیه – ستیزه‌جویان
- اسپنسر تریسی – پیرمرد و دریا

#### جایزه گلدن گلوب بهترین بازیگر زن – فیلم درام
سوزان هیوارد – می‌خواهم زنده بمانم!
- اینگرید برگمن – مسافرخانه ششمین خوشبختی
- دبورا کار – میزهای تک‌نفره
- شرلی مک‌لین – بعضی دوان‌دوان آمدند
- جین سیمونز – Home Before Dark

#### جایزه گلدن گلوب بهترین بازیگر مرد – فیلم موزیکال یا کمدی
دنی کی – من و سرهنگ
- موریس شوالیه – ژی‌ژی
- کلارک گیبل – نورچشمی معلم
- کری گرانت – بی‌احتیاط
- لوئی ژوردان – ژی‌ژی

#### جایزه گلدن گلوب بهترین بازیگر زن – فیلم موزیکال یا کمدی
روزالیند راسل – عمه میم
- اینگرید برگمن – بی‌احتیاط
- لزلی کارون – ژی‌ژی
- دوریس دی – The Tunnel of Love
- میتزی گلوریا – آرام جنوبی

#### جایزه گلدن گلوب بهترین بازیگر نقش مکمل مرد
برل آیوز – کشور بزرگ
- هری گواردینو – خانه قایقی
- David Ladd – یاغی مغرور
- گیگ یانگ – نورچشمی معلم
- افرم زیمبالیست جونیور – Home Before Dark

#### جایزه گلدن گلوب بهترین بازیگر نقش مکمل زن
هرمایونی جینگولد – ژی‌ژی
- پگی کاس – عمه میم
- وندی هیلر – میزهای تک‌نفره
- مورین استیپلتون – Lonelyhearts
- کارا ویلیامز – ستیزه‌جویان

#### جایزه گلدن گلوب بهترین کارگردانی
وینسنت مینلی – ژی‌ژی
- ریچارد بروکس – گربه روی شیروانی داغ
- استنلی کریمر – ستیزه‌جویان
- دلبرت من – میزهای تک‌نفره
- رابرت وایز – می‌خواهم زنده بمانم!

#### جایزه گلدن گلوب بهترین فیلم غیر انگلیسی‌زبان
Das Mädchen Rosemarie (West Germany)
 L'Eau vive (France)

جاده یک‌ساله (Yugoslavia)

#### جایزه گلدن گلوب بهترین فیلم انگلیسی‌زبان
A Night to Remember

#### Best Film - Promoting International Understanding
مسافرخانه ششمین خوشبختی
- ستیزه‌جویان
- من و سرهنگ
- زمانی برای عشق ورزیدن و زمانی برای مردن
- شیرهای جوان

#### Samuel Goldwyn International Film Award
دو چشم و دوازده دست

#### Henrietta Award (World Film Favorite)
راک هادسن

دبورا کار

### Television

#### جایزه گلدن گلوب بهترین مجموعه تلویزیونی – موزیکال یا کمدی
The Ann Sothern Show

Letter to Loretta

The Red Skelton Show

Toast of the Town

Tonight!

### Most Promising Newcomer - Male
برادفورد دیلمن

جان گوین

افرم زیمبالیست جونیور
- David Ladd
- ریکی نلسون
- لوئیس ریموند استریکلین

### Most Promising Newcomer - Female
لیندا کریستال

سوزان کنر

تینا لوئیس
- جوانا بارنز
- کرول لینلی
- فرانس نوین

#### Achievement in Television
رد اسکلتون

### Special Award
David Ladd (For best juvenile actor)

شرلی مک‌لین (For most versatile actress)

### جایزه گلدن گلوب سیسیل بی. دمیل
موریس شوالیه